# 997 Priska
997 Priska је астероид главног астероидног појаса. Приближан пречник астероида је 18,70 , 
а средња удаљеност астероида од Сунца износи 2,670 астрономских јединица (АЈ). 
Инклинација (нагиб) орбите у односу на раван еклиптике је 10,488 степени, а орбитални период износи 1594,156 дана (4,364 године). Ексцентрицитет орбите астероида износи 0,179. 
Апсолутна магнитуда астероида износи 12,00 а геометријски албедо 0,080.
Астероид је откривен 12. јула 1923. године.